# Finally (Album)
Finally ist das siebte Kompilationsalbum der japanischen Sängerin Namie Amuro. Es wurde als ihr letztes Album vor ihrem Ruhestand zum 16. September 2018 veröffentlicht, repräsentiert ihr 25-jähriges Bühnenbestehen und debütierte in der ersten Woche auf Platz 1 mit 1.113.291 verkauften Einheiten in den Oricon-Charts in Japan. Das Kompilationsalbum ist damit das erste Album seit fast 14 Jahren, das sich mehr als eine Million Mal in der ersten Verkaufswoche in Japan verkaufen konnte.

## Details zur Kompilation
Das Album verfügt über eine Auswahl von 52 Liedern (hauptsächlich Singles), die zu ihren charakteristischsten Liedern, bezogen auf die jeweiligen 25 Jahre, zählen. 39 dieser Lieder waren Neuaufnahmen, sieben wurden nie zuvor auf einem Album veröffentlicht und sechs waren neue Titel. Auf den Videoträgern (Blu-ray und DVD) findet man zwölf Titel, beginnend mit dem Musikvideo Red Carpet, das im Dezember 2015 veröffentlicht wurde, bis zum siebten Titel zur, vor dieser Kompilation veröffentlichten, letzten Single Just You and I und folgend fünf weitere neue Musikvideos bis zum zwölften Titel Finally, das symbolisch als letzter Titel ausgesucht wurde, um den Abschluss und die Intention dieser Kompilation; den Ruhestand Namie Amuros, zu untermalen.
Der erste Tonträger beginnt mit einer Neuaufnahme der Debütsingle Mister U.S.A., 1992 als Gruppenmitglied der Super Monkey’s veröffentlicht, und der letzte Tonträger endet mit dem gleichnamigen Titel der Kompilation, um wieder ihren Ausstieg der Musikindustrie hervorzuheben.
Eine digitale Distribution der Kompilation wurde bis zum 16. Juni 2019 verweigert. An diesem Tag wurde die Kompilation vollständig und in Teilen zum Download angeboten. Neben der vollständigen Veröffentlichung, die alle drei CDs beinhaltet, wurden die einzelnen CDs separat zum Download angeboten. Die erste CD hieß somit Finally Vol.1, die zweite Finally Vol.2 und die dritte Finally Vol.3. Die digitalen Versionen verfügten über ein Album-Cover, das, im Gegensatz zur CD-Veröffentlichung, bei der man aufgrund des Schubers kein Bild von Namie sieht, mit Namie abgebildet daherkamen. Das Cover der vollständigen Version, die bloß Finally hieß, hatte einen Sepia-Effekt, wogegen die separaten Versionen farblich waren und sich nur in der Farbe der Rose, die sie auf dem Cover in der Hand hält, unterscheiden.
Es gab jeweils ein Cover zu den jeweiligen drei Versionen der Kompilation, die alle in einem Schuber verpackt waren. Die Schuber unterscheiden sich nur wenig, so ziert für die beiden Versionen mit den Videoträgern ein silberner Rahmen, darin mit silberner Schrift aneinander geschrieben 25 1992–2017 Finally Namie Amuro, den weißen Hintergrund. Nur in der Farbe gibt es einen Unterschied, denn die einzelne 3-CDs-Version verfügt über einen goldenen Rahmen und die gleichfarbige Schrift. Während man bei den Covern der Videoträger Namie Amuro mit einer Nahaufnahme posierend sieht, sieht man sie bei der einzelnen 3-CDs-Version nachdenklich sitzend vor einem bläulichen Rosenbeet als Wand dargestellt.

## Einfluss
Im Rahmen ihres 25-jährigen Bühnenbestehens gab Namie Amuro am 16. und 17. September 2017 zwei Freiluftkonzerte in ihrem Heimatort Okinawa mit 25.000 Besuchern. Diese Konzerte wurden mit dem Konzept Namie Amuro 25th Anniversary Live in Okinawa beworben. Diese Aufmerksamkeit nutzte sie aus, um an ihrem 40. Geburtstag am 20. September 2017 ihren lang bedachten Ruhestand für den 16. September 2018 anzukündigen. Die Nachricht platzte regelrecht durch die japanische Medienlandschaft und Namie Amuros Musikverkäufe stiegen in den folgenden Wochen stark an. Auch internationale Nachrichtenagenturen berichteten von dieser Ankündigung. Öfters wurde darauf hingewiesen, dass sie mehrere Generationen begleitet habe und eine einflussreiche Künstlerin Japans sei. So beschrieb die internationale Vogue in einer Überschrift:

“Namie Amuro, “The Madonna of Japan,” Is Retiring, But Her Style Influence Lives On”

„Namie Amuro, „Die Madonna Japans“ geht in den Ruhestand, aber ihr einflussreicher Stil lebt weiter“

Zum Veröffentlichungstag der Kompilation wurde bekanntgegeben, dass zum 1. November, eine Woche vor der Veröffentlichung, die Vorbestellerzahl die Millionen-Marke brach und damit sie die einzige japanische Sängerin ist, die in ihren vier Lebensdekaden mindestens ein Album veröffentlicht hat, das sich mehr als eine Million Mal verkauft hat.
Das Album ist auf #1 der jährlichen Billboard–Japan–Hot–Albums–of–the–Year–Charts–2017.

## Werbemaßnahmen
Für die Zeit bis zu ihrem Ruhestand wurde eine Dokumentationsreihe mit dem Titel Documentary of Namie Amuro „Finally“ angekündigt, bei der in jedem Monat bis zu ihrem Ruhestand eine Episode auf dem Videoportal Hulu ausgestrahlt wird. In Kooperation mit Hulu wurde ihr Lied Do It for Love, das ein neuer Titel ist und exklusiv für diese Kompilation aufgenommen wurde, als Werbelied für Hulu in Japan verwendet. Außerdem war Namie die Hauptdarstellerin in dieser Werbung.
Nachdem Fight Together (2011) als Titellied für die Anime-Serie One Piece in Japan verwendet wurde und zu einem populären Lied in Japan wurde, veröffentlichte man nun auch ein weiteres Lied mit dem Titel Hope aus dieser Kompilation als 20. Titellied für den Anime.
Ein weiteres neues Lied Showtime wurde für das TBS-Dorama Princess Princess als Titellied verwendet.
Das charakteristischste Lied des Albums Finally wurde für die japanische Sendung News Zero auf dem Kanal Nippon TV als Titellied gewählt.
Die Episode für ab 1. November 2017 der Serie Sukkiri (スッキリ), nutzte die Neuaufnahme zu Don’t Wanna Cry aus dieser Kompilation als Titellied.
Für November 2017 wurde Namie als MTV Artist of the Month von MTV Japan gewählt und man gab zusammen mit weiteren Musiksendern wie beispielsweise Space Shower TV und Music On! TV Namie-Amuro-Specials, bei denen Musikvideos aus Namies Karriere gezeigt und Themen rund um Namie besprochen wurden.
Ein weiteres neues Lied How Do You Feel Now? wurde als Titellied für den Mobilfunkanbieter NTT DoCoMo ausgewählt. Hierbei wurde die Zusammenarbeit unter dem Konzept Namie Amuro x Docomo betitelt, da Docomo ebenfalls sein 25-jähriges Bestehen zelebriert. Außerdem arbeitete Namie in Vergangenheit viele Male mit Docomo zusammen, weswegen aus Retroperspektive auf einer großen Werbetafel ein neues, aus den Mitte 1990ern repräsentierendes Plakat von Namie für Docomo am Gebäude vom Shibuya 109 gezeigt wurde. Auch How Do You Feel Now? erhielt ein Musikvideo, bei dem Tetsuya Komuro einen Gastauftritt in einer Szene im Aufnahmestudio gab. Gemeinsam landeten sie prägend musikalische Erfolge in den 1990ern und bis kurz nach der Jahrtausendwende 2000 in Japan. Anfang der 2000er wurde bekannt, dass sie nicht mehr mit Tetsuya zusammenarbeiten werde, weswegen dieser Gastauftritt für eine Überraschung beim Publikum gesorgt haben könnte.
Bereits 2016 kollaborierte Namie mit 7-Eleven für die Magical Christmas-Kampagne mit ihrem Lied Christmas Wish, das nun erstmals auf einem Tonträger vertreten ist und Teil der Kompilation Finally ist. Auch im Jahr 2017 nutzte man Christmas Wish für eine neue Magical Christmas-Kampagne, bei der auch Namie wieder auftrat. Nach fast einem Jahr Veröffentlichung, bekam Christmas Wish bekam für Finally nun auch ein Musikvideo.
Vom 7. November bis zum 19. November veranstaltet das populäre Kaufhaus 109 in Shibuya, Tokio in Kollaboration mit Tower Records Pop Up Store eine Ausstellung von Namies Kleidung, die sie zu früheren Fotoshootings von Covern, ihrem Finally-Album-Fotoshooting und während ihrer Konzertserie Namie Amuro 25th Anniversary Live in Okinawa trug. Nebenbei wurde die Möglichkeit geschaffen ihre gesamte Diskografie zum Kauf anzubieten und als Hintergrundmusik ihre Musik durchgehend abzuspielen.

## Titelliste

### CD 1
| #   | Titel                                            | Übersetzung                     | Text                           | Komponist       | Produzent       | Länge |
| --- | ------------------------------------------------ | ------------------------------- | ------------------------------ | --------------- | --------------- | ----- |
| 1.  | Mister U.S.A. ミスターU.S.A.                     | Herr U.S.A.                     | Masao Urino                    | Minoru Moritada | Minoru Moritada | 4:29  |
| 2.  | Aishite Muscat 愛してマスカット                  | Ich liebe Muskateller           | Neko Oikawa                    | Minoru Moritada | Minoru Moritada | 4:06  |
| 3.  | Paradise Train                                   | Paradieszug                     | Masao Urino                    | Keizo Nakanishi | Takao Konishi   | 3:33  |
| 4.  | Try Me: Watashi wo Shinjite TRY ME～私を信じて～ | Versuch mich: Glaub mir         | Kazumi Suzuki                  | Hinoky Team     | Dave Rodgers    | 4:01  |
| 5.  | Taiyō no Season 太陽のSEASON                     | Saison der Sonne                | Keimi Suzuki                   | Hinoky Team     | Dave Rodgers    | 3:32  |
| 6.  | Body Feels Exit                                  | Der Körper fühlt sich hingebend | Tetsuya Komuro                 | Tetsuya Komuro  | Tetsuya Komuro  | 4:24  |
| 7.  | Chase the Chance                                 | Verfolge die Chance             | Tetsuya Komuro, Takahiro Maeda | Tetsuya Komuro  | Tetsuya Komuro  | 4:33  |
| 8.  | Don’t Wanna Cry                                  | Ich will nicht weinen           | Tetsuya Komuro, Takahiro Maeda | Tetsuya Komuro  | Tetsuya Komuro  | 5:47  |
| 9.  | You’re My Sunshine                               | Du bist mein Sonnenschein       | Tetsuya Komuro                 | Tetsuya Komuro  | Tetsuya Komuro  | 5:50  |
| 10. | Sweet 19 Blues                                   | Süße 19 Blues                   | Tetsuya Komuro                 | Tetsuya Komuro  | Tetsuya Komuro  | 5:37  |
| 11. | A Walk in the Park                               | Ein Spaziergang im Park         | Tetsuya Komuro                 | Tetsuya Komuro  | Tetsuya Komuro  | 5:39  |
| 12. | Can You Celebrate?                               | Kannst du feiern?               | Tetsuya Komuro                 | Tetsuya Komuro  | Tetsuya Komuro  | 6:21  |
| 13. | How to Be a Girl                                 | Wie soll man ein Mädchen sein   | Tetsuya Komuro, Marc Panther   | Tetsuya Komuro  | Tetsuya Komuro  | 4:26  |
| 14. | I Have Never Seen                                | Ich sah noch nie                | Tetsuya Komuro                 | Tetsuya Komuro  | Tetsuya Komuro  | 4:48  |
| 15. | Respect the Power of Love                        | Respektier die Kraft der Liebe  | Tetsuya Komuro                 | Tetsuya Komuro  | Tetsuya Komuro  | 4:23  |
| 16. | Never End                                        | Niemals endend                  | Tetsuya Komuro                 | Tetsuya Komuro  | Tetsuya Komuro  | 5:17  |

### CD 2
| #   | Titel                            | Übersetzung                                     | Text                                              | Komponist                                 | Produzent                  | Länge |
| --- | -------------------------------- | ----------------------------------------------- | ------------------------------------------------- | ----------------------------------------- | -------------------------- | ----- |
| 1.  | Say the Word                     | Sag das Wort                                    | Namie Amuro                                       | Ronald Malmberg, Thomas Johansson         | Kazuhiro Hara, Keīchi Ueno | 3:56  |
| 2.  | I Will                           | Ich will                                        | Namie Amuro                                       | Hiroaki Hayama                            | Hiroaki Hayama             | 5:36  |
| 3.  | So Crazy                         | So verrückt                                     | Full Force, Jennifer „JJ“ Johnson, Michico, Tiger | Full Force, Jennifer „JJ“ Johnson         | Cobra Endo                 | 4:33  |
| 4.  | Girl Talk                        | Mädchengespräch                                 | Michico, T. Kura                                  | Michico, T. Kura                          | T. Kura                    | 4:23  |
| 5.  | Want Me, Want Me                 | Will mich, will mich                            | Michico                                           | Michico                                   | Sugi-V                     | 3:12  |
| 6.  | Can’t Eat, Can’t Sleep, I’m Sick | Kann nicht essen, nicht schlafen, ich bin krank | Michico                                           | Michico, T. Kura                          | T. Kura                    | 3:49  |
| 7.  | Baby Don’t Cry                   | Baby, weine nicht                               | Nao'ymt                                           | Nao'ymt                                   | Nao'ymt                    | 5:22  |
| 8.  | Funky Town                       | Funky Stadt                                     | Michico                                           | LL Brothers, Michico, T. Kura             | T. Kura                    | 3:48  |
| 9.  | New Look                         | Neues Aussehen                                  | Holland–Dozier–Holland, Michico                   | Holland–Dozier–Holland, Michico, T. Kura  | T. Kura                    | 3:57  |
| 10. | Rock Steady                      | standfestiger Rock                              | Aretha Franklin, Michico                          | Aretha Franklin, Michico, Muro            | Muro                       | 3:31  |
| 11. | What a Feeling                   | Welch ein Gefühl                                | Irene Cara, Keith Forsey, Michico                 | Giorgio Moroder, Michico, Shin’ichi Ōsawa | Shin’ichi Ōsawa            | 3:49  |
| 12. | Dr.                              | Doktor                                          | Nao'ymt                                           | Nao'ymt                                   | Nao'ymt                    | 5:48  |
| 13. | Break It                         | Zerbrech es!                                    | Nao'ymt                                           | Nao'ymt                                   | Nao'ymt                    | 3:24  |
| 14. | Get Myself Back                  | Zu mir selbst zurückkommen                      | Nao'ymt                                           | Nao'ymt                                   | Nao'ymt                    | 4:35  |
| 15. | Fight Together                   | Zusammen kämpfen                                | Nao'ymt                                           | Nao'ymt                                   | Nao'ymt                    | 4:20  |
| 16. | Tempest                          | Sturm                                           | Nao'ymt                                           | Nao'ymt                                   | Nao'ymt                    | 4:41  |
| 17. | Sit! Stay! Wait! Down!           | Sitz! Steh! Warte! Runter!                      | Michico                                           | Michico, T. Kura                          | T. Kura                    | 3:17  |
| 18. | Love Story                       | Liebesgeschichte                                | Tiger                                             | Nervo (Duo), T-SK, Tesung Kim             | T-SK                       | 4:42  |

### CD 3
| #   | Titel                | Übersetzung                     | Text | Komponist                                                                                              | Produzent                                         | Länge |
| --- | -------------------- | ------------------------------- | --- | --- | ------------------------------------------------- | ----- |
| 1.  | Arigatou             | Dankeschön                      | Michico | Michico, T. Kura, Tatsuya Maruyama                                                                     | T. Kura                                           | 4:11  |
| 2.  | Damage               | Schaden                         | Nao'ymt | Nao'ymt, Midnightsuns                                                                                  | Nao'ymt                                           | 4:50  |
| 3.  | Big Boys Cry         | [Bis die] große[n] Jungs weinen | Kanata Okajima, Nermin Harambasic, Anne Judith Wik, Ronny Svendsen, Hayley Aitken, Eirik Johansen, Jan Hallvard Larsen | Nermin Harambasic, Anne Judith Wik, Ronny Svendsen, Hayley Aitken, Eirik Johansen, Jan Hallvard Larsen | DSign Music                                       | 3:24  |
| 4.  | Contrail             | Kondensstreifen                 | Nao'ymt | Nao'ymt                                                                                                | Nao'ymt                                           | 4:16  |
| 5.  | Tsuki                | Mond                            | Tiger | Fast Lane, Lisa Desmond, Zetton                                                                        | Zetton                                            | 3:38  |
| 6.  | Red Carpet           | Roter Teppich                   | Matthew Tishler, Paula Winger, Stephanie Lewis, Tiger                                                                  | Matthew Tishler, Paula Winger, Stephanie Lewis                                                         | Matthew Tishler                                   | 3:43  |
| 7.  | Mint                 | Minze                           | Maria Marcus, Andreas Oberg, Emyli                                                                                     | Maria Marcus, Andreas Oberg                                                                            | Maria Marcus, Andreas Oberg                       | 3:49  |
| 8.  | Hero                 | Held                            | Sunny Boy, Ryosuke Imai                                                                                                | Sunny Boy, Ryosuke Imai                                                                                | Sunny Boy, Ryosuke Imai                           | 5:37  |
| 9.  | Dear Diary           | Liebes Tagebuch                 | Tishler, Felicia Barton, Aaron Bewared, Tiger                                                                          | Tishler, Felicia Barton, Aaron Bewared, Tiger                                                          | Ats-                                              | 3:30  |
| 10. | Fighter              | Kämpfer                         | Emyli | Emyli, Reason'                                                                                         | Reason'                                           | 3:28  |
| 11. | Christmas Wish       | Weihnachtswunsch                | Emyli, Marcus, Niclas Lundin                                                                                           | Marcus, Niclas Lundin                                                                                  | Cobra Endo                                        | 4:00  |
| 12. | Just You and I       | Nur du und ich                  | Emyli, Franky Mio | Jenna Donnelly, Kiyohito Komatsu, Uchu Yoshida                                                         | Kiyohito Komatsu                                  | 3:38  |
| 13. | Hope                 | Hoffnung                        | Kenichi Anraku, Miofranky, Ryo Ito, Tomo Low                                                                           | Kenichi Anraku, Miofranky, Ryo Ito, Tomo Low                                                           | Tomo Low                                          | 4:12  |
| 14. | In Two               | In zwei                         | Adam Kapit, Kenichi Anraku, Ryo Ito, Sorano                                                                            | Ben Charles, Felicia Barton, Matthew Tishler                                                           | Adam Kapit                                        | 3:57  |
| 15. | How Do You Feel Now? | Wie fühlst du dich nun?         | Tetsuya Komuro | Tetsuya Komuro                                                                                         | Tetsuya Komuro                                    | 3:50  |
| 16. | Showtime             | Show Time                       | Miofranky | Maria Marcus, Samuel Waermo, Susumu Kawaguchi                                                          | Miofranky                                         | 3:06  |
| 17. | Do It for Love       | Tu es für die Liebe             | Sunny Boy | Chris Leon, Francis Cathcart, Jerry Barnes, Kathrine Nicole Tucker, Kevin Nicolas Drew                 | Chris Leon, Francis Cathcart, Jerry Barnes, KDrew | 4:21  |
| 18. | Finally              | Endlich                         | Ben Charles, Emyli, Felicia Barton, Matthew Tishler                                                                    | Ben Charles, Felicia Barton, Matthew Tishler                                                           | Matthew Tishler                                   | 3:39  |

### Blu-ray/DVD
| #   | Titel                | Direktor          |
| --- | -------------------- | ----------------- |
| 1.  | Red Carpet           | Hisashi Kikuchi   |
| 2.  | Mint                 | Naokazu Mitsuishi |
| 3.  | Hero                 | YKBX              |
| 4.  | Dear Diary           | Ryōhei Shingu     |
| 5.  | Fighter              | Hiroaki Higashi   |
| 6.  | Christmas Wish       | Kanji Sutō        |
| 7.  | Just You and I       | Kuroda Ken        |
| 8.  | In Two               | Hiroki Yokoyama   |
| 9.  | How Do You Feel Now? | Akihiro Tamura    |
| 10. | Showtime             | YKBX              |
| 11. | Do It for Love       | Takeshi Maruyama  |
| 12. | Finally              | Hiroki Yokoyama   |

## Veröffentlichung
| Datum             | Land     | Format                     | Katalognummern                              | Label           |
| ----------------- | -------- | -------------------------- | ------------------------------------------- | --------------- |
| 08. November 2017 | Japan    | 3CDs 3CDs+Blu-ray 3CDs+DVD | AVCN-99055-7 AVCN-99052-4/B AVCN-99049-51/B | Dimension Point |
| 24. November 2017 | Hongkong | 3CDs+DVD                   | 19075810222                                 | Dimension Point |
| 24. November 2017 | Taiwan   | 3CDs 3CDs+DVD              | AVJCD10682/4 AVJCD10682/A                   | Avex Taiwan     |
| 12. Januar 2018   | Südkorea | 3CDs                       |                                             | Windmill Ent.   |
| 16. Juni 2019     | Weltweit | Digitale Distribution      |                                             | Dimension Point |

## Verkaufszahlen und Chartplatzierungen

### Charts
| Charts                                             | Positionen |
| -------------------------------------------------- | ---------- |
| Tägliche Oricon Album-Charts                       | 1          |
| Wöchentliche Oricon Album-Charts                   | 1          |
| Monatliche Oricon Album-Charts                     | 1          |
| Jährliche Oricon Album-Charts (2017)               | 1          |
| Jährliche Oricon Album-Charts (2018)               | 1          |
| Wöchentliche Oricon Download-Album-Charts          | 1          |
| Wöchentliche Billboard Japan Hot Albums            | 1          |
| Wöchentliche Billboard Japan Top Album Sales       | 1          |
| Billboard Japan Hot Albums of the Year 2017 Charts | 1          |
| Billboard Japan Hot Albums of the Year 2018 Charts | 1          |
| Wöchentliches G-Music Asia Music Ranking (Taiwan)  | 1          |

### Verkäufe
| Charts                          | Zeitraum      | Verkaufszahlen | Chartsaufenthalt |
| ------------------------------- | ------------- | -------------- | ---------------- |
| Oricon Album-Charts (CDs)       | Erster Tag    | 459.094        | 114 Wochen       |
| Oricon Album-Charts (CDs)       | Erste Woche   | 1.113.291      | 114 Wochen       |
| Oricon Album-Charts (CDs)       | November 2017 | 1.687.820      | 114 Wochen       |
| Oricon Album-Charts (CDs)       | 2017          | 1.777.850      | 114 Wochen       |
| Oricon Album-Charts (CDs)       | 2018          | 638.939        | 114 Wochen       |
| Oricon Album-Charts (CDs)       | Insgesamt     | 2.456.850      | 114 Wochen       |
| Oricon Album-Charts (Downloads) | Insgesamt     | 138.027        | –                |